# Marco Allmannsdorfer
Marco Allmannsdorfer (* 12. April 1993) ist ein österreichischer Fußballspieler.

## Karriere
Allmannsdorfer begann seine Karriere beim WSV Eisenerz. Im Mai 2008 debütierte er für die erste Mannschaft der Eisenerzer in der 1. Klasse. Bis zum Ende der Saison 2007/08 kam er zu fünf Einsätzen in der achthöchsten Spielklasse. Zur Saison 2008/09 wechselte er zum DSV Leoben, für dessen Amateure er spielen sollte. Insgesamt machte er 35 Spiele für Leoben II in der fünftklassigen Oberliga.
Zur Saison 2010/11 zog er zum fünftklassigen FC Trofaiach weiter. Bei den Trofaiachern verbrachte Allmannsdorfer fünf Jahre, in denen er 102 Spiele in der Oberliga absolvierte und 17 Tore erzielte. Zur Saison 2015/16 wechselte der Mittelfeldspieler eine Liga tiefer zum sechstklassigen Grazer AK. Für den GAK absolvierte er in jener Saison 24 Partien in der Unterliga, mit den Grazern stieg er in die Oberliga auf. Auch in der Oberliga wurde er mit dem GAK direkt Meister, in der Saison 2016/17 absolvierte er erneut 24 Partien. In der Landesliga wurde er mit den Rotjacken abermals Meister und stieg in die Regionalliga auf, er verpasste in der Saison 2017/18 lediglich ein Spiel und kam auf 29 Landesligaeinsätze.
Den Aufstieg machte Allmannsdorfer aber nicht mit, er schloss sich zur Saison 2018/19 dem viertklassigen ASK Voitsberg an. Für die Voitsberger absolvierte er 95 Landesligapartien, ehe er auch mit dem ASK 2023 in die Regionalliga aufstieg. Im Juli 2023 debütierte er anschließend in der dritthöchsten Spielklasse, bis Saisonende absolvierte er 28 Regionalligapartien. Mit Voitsberg wurde er in der Saison 2023/24 prompt Meister der Regionalliga Mitte und marschierte somit in die 2. Liga durch. Sein Debüt in der 2. Liga gab er im August 2024, als er am ersten Spieltag der Saison 2024/25 gegen den SKU Amstetten in der Startelf stand. In der 2. Liga kam er aber bis zur Winterpause nur noch dreimal zum Zug.
Im Jänner 2025 wechselte Allmannsdorfer zum viertklassigen SV Lebring.